# Падуле (Болоња)
Падуле (итал. Padulle) је насеље у Италији у округу Болоња, региону Емилија-Ромања.
Према процени из 2011. у насељу је живело 2350 становника. Насеље се налази на надморској висини од 22 м.